# 박성철 (육상 선수)
박성철(1984년 11월 10일~)은 조선민주주의인민공화국의 장거리달리기 선수이다. 2008년 베이징 하계 올림픽, 2010년 광저우 아시안 게임, 2012년 런던 하계 올림픽에 참가했으며, 2009년 동아시아 게임 마라톤에서 은메달을 획득했다. 또한 2012년 런던 하계 올림픽 개막식에서는 조선민주주의인민공화국 선수단의 기수를 맡았다.